# الأحواد (السدة)

تعديل مصدري - تعديل

الأحواد هي إحدى قرى عزلة الأعماس بمديرية السدة التابعة لمحافظة إب، بلغ تعداد سكانها 528 نسمة حسب تعداد اليمن لعام 2004.